# Diogo Correa de Oliveira
Diogo Correa de Oliveira (sinh ngày 8 tháng 4 năm 1983) là một cầu thủ bóng đá người Brasil.

## Sự nghiệp câu lạc bộ
Diogo Correa de Oliveira đã từng chơi cho Consadole Sapporo và Tokushima Vortis.

## Thống kê câu lạc bộ

### J.League
| Đội               | Năm       | J.League | J.League | J.League Cup | J.League Cup | Tổng cộng | Tổng cộng |
| Đội               | Năm       | Trận     | Bàn      | Trận         | Bàn          | Trận      | Bàn       |
| ----------------- | --------- | -------- | -------- | ------------ | ------------ | --------- | --------- |
| Consadole Sapporo | 2011      | 15       | 3        | -            | -            | 15        | 3         |
| Tokushima Vortis  | 2012      | 26       | 3        | -            | -            | 26        | 3         |
| Tổng cộng         | Tổng cộng | 41       | 6        | 0            | 0            | 41        | 6         |